# Take it Easy!
Singles de Buono!
My Boy
(2009) Bravo Bravo
(2009)
Take It Easy! est le 8e single du groupe de J-pop Buono!, sorti le 26 août 2009 au Japon sur le label Pony Canyon. 
Il atteint la 10e place du classement Oricon. Sortent aussi une édition limitée du single avec un DVD bonus, et une version "Single V" (vidéo) une semaine plus tard. La chanson-titre sert de générique de fin à la série anime Shugo Chara (2e saison : Shugo Chara!! Doki), et figurera sur le troisième album du groupe, We Are Buono!, puis sur sa compilation The Best Buono!, tous deux parus en 2010.

## Titres
CD Single
1. Take It Easy!
2. Kirai Suki Daikirai (キライスキダイキライ?)
3. Take It Easy! (Instrumental)
4. Kirai Suki Daikirai (Instrumental) (キライスキダイキライ...?)

DVD de l'édition limitée
1. Jacket Making of (ジャケット撮影メイキング?)

Single V
1. Take It Easy! (Music Clip)
2. Take It Easy! (Close Up Version)
3. Take It Easy! (Dance Shot Version)
4. PV Making of (PV撮影メイキング?)